# Senza via d'uscita (film 1992)
Senza via d'uscita (Quicksand: No Escape) è un film per la televisione statunitense del 1992 diretto da Michael Pressman.

## Trama
Il detective privato Murdoch viene ingaggiato da Julianna Reinhardt per scoprire se il marito architetto Scott la tradisce. Murdoch fa delle indagini e scopre che il tradimento non c'entra e quindi sente qualcosa con la corruzione che è coinvolto Scott.